# Bertelsmann Music Group
Bertelsmann Music Group (abreviado como BMG) foi uma das seis divisões da empresa alemã Bertelsmann, formada em 1987 para englobar as atividades relacionadas às gravações musicais da empresa. Com o tempo, a mesma se expandiu com a aquisição de diversos selos, como a RCA Records.
Consistia também na BMG Music Publishing, terceira maior editora de música do mundo e a maior editora independente de música. Desde agosto de 2004, tinha participação de 50% numa joint-venture formada com a Sony Music Entertainment, que estabeleceu a Sony BMG Music Entertainment (Sony BMG), de 2004 a 2008.
Em 1 de outubro de 2008, sua incorporação foi concluída pela Sony Corporation of America.

## História
A BMG no Brasil distribuiu para grandes gravadoras, com a MCA Records a partir de 1996 denominada Universal Music e a Warner Music.

### Som Livre (Grupo Globo)[1]
A BMG também fabricou e distribuiu LP's e K7's da Som Livre, gravadora pertencente ao Grupo Globo, nos anos 80 e 90.

### Selos
- RCA Records — Selo original, fundado em 1901 pela Radio Corporation of America;
- Arista Records ou BMG Ariola— Divisão da CBS Records fundada em 1974, vendida para a gravadora alemã Ariola Records em 1979. Após a Ariola comprar a RCA, deu origem à BMG Ariola;
- Zomba Music Group — Selo fundado em 1975, compreendia muitas divisões;
- FTD Records (Follow That Dream) — Selo criado em 1999 e que fixou sua sede na Dinamarca. Foi criado exclusivamente para os lançamentos raros de Elvis Presley.

### Aquisição
Em 2004, a Sony Music fundiu-se à BMG, criando a Sony BMG Music Entertainment, detentora de um vasto catálogo e com todo o know how da indústria discográfica. Em 2008, a Sony comprou a parte da Bertelsmann, e com o controle total, rebatizou o grupo como Sony Music Entertainment. O selo japonês ainda retém a marca BMG até 2009, quando foi absorvida pela Sony Music Entertainment Japan e se renomeou como Ariola Japan.
Após isso, Bertelsmann teve planos de iniciar um novo selo, para se especializar em direitos autorais.

## BMG Rights Management
Em outubro de 2008, a BMG foi refundada pela Bertelsmann como BMG Rights Management. Desde então, esta vem ampliando seu catálogo ao adquirir as gravadoras Sanctuary Records, Vagrant Records, The End Records, S-Curve Records, Rise Records e o catálogo antigo da gravadora Mute Records.
Artistas como Kylie Minogue, Natalie Imbruglia, Amy Lee, Evanescence, Janet Jackson, Fergie, Avril Lavigne, Nickelback, Bruno Mars, Bring Me the Horizon, Black Sabbath, Foxes, Iron Maiden, Blink-182, Blondie, CeeLo Green, Will.i.am, e Apl.de.ap fazem parte do catálogo da gravadora/editora.